# Euphaedra clio
Euphaedra clio är en fjärilsart som beskrevs av Jacques Hecq 1981. Euphaedra clio ingår i släktet Euphaedra och familjen praktfjärilar. Inga underarter finns listade i Catalogue of Life.